# Жданово (Костромська область)
Жданово (рос. Жданово) — присілок в Костромському районі Костромської області Російської Федерації.
Населення становить 137 осіб. Входить до складу муніципального утворення Сущовське сільське поселення.

## Історія
У 1936-1944 року населений пункт перебував у складі Ярославської області. Від 1944 належить до Костромської області.
Від 2007 року входить до складу муніципального утворення Сущовське сільське поселення.

## Населення
| 2008 | 2010 | 2014 |
| ---- | ---- | ---- |
| 91   | ↘79  | ↗137 |